# Stazione di Ems Werk
La stazione di Ems Werk è una fermata della ferrovia Landquart-Coira-Thusis, gestita dalla Ferrovia Retica, serve il comune di Domat/Ems e dell'azienda Ems.

## Storia
La fermata entrò in funzione nel dicembre 1959 per servire l'azienda Ems.